# Conjunto constituído pela Igreja de Santo António de Frades Capuchos e pela Igreja da Ordem Terceira de São Francisco

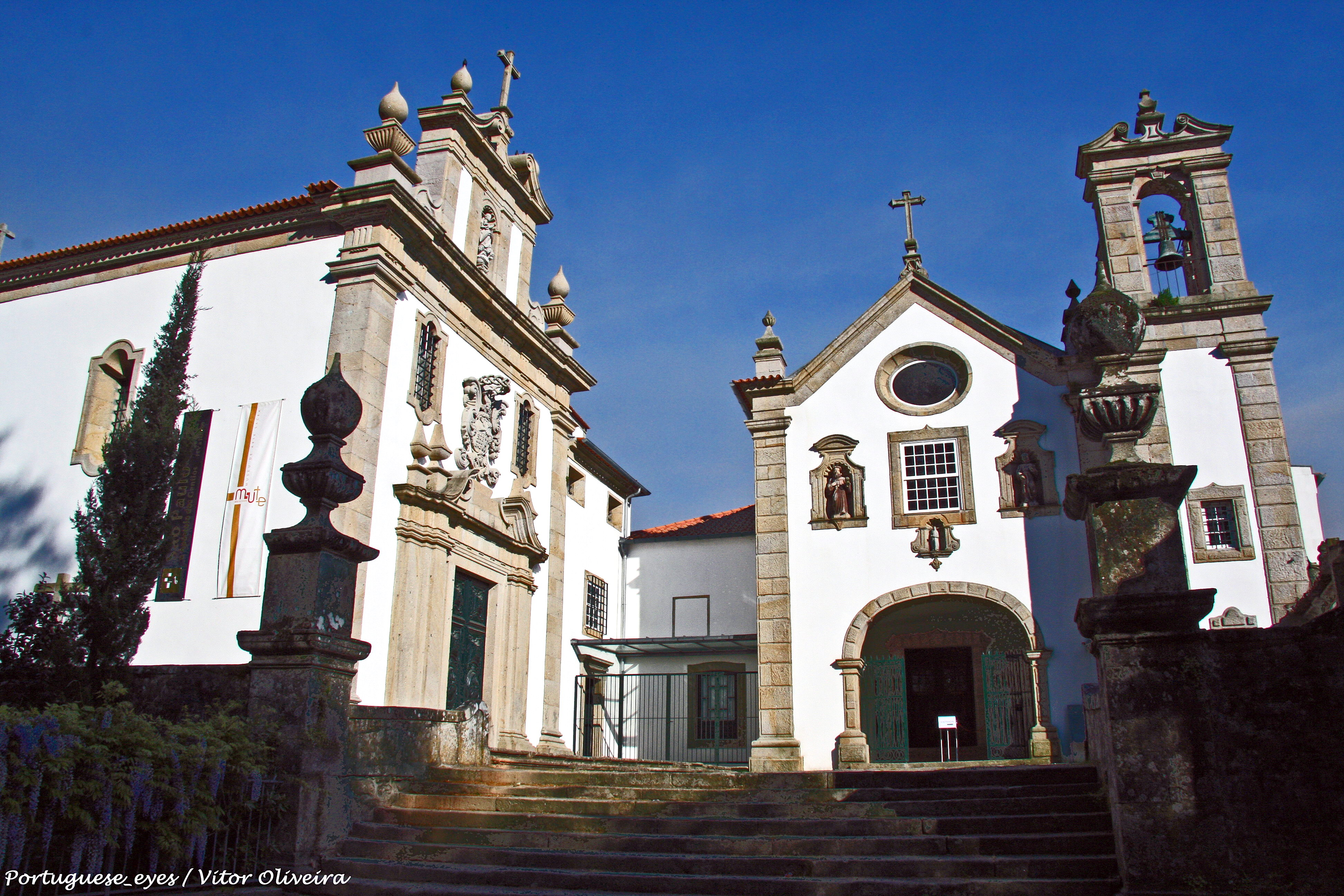
À esquerda, a igreja do Convento da Ordem Terceira de São Francisco e à direita a Igreja de Santo António dos Frades Capuchos

O Conjunto constituído pela Igreja de Santo António de Frades Capuchos e pela Igreja da Ordem Terceira de São Francisco é um conjunto de património classificado situado na vila de Ponte de Lima, em Portugal. O conjunto é constituído pela igreja e claustro do Convento da Ordem Terceira de São Francisco e pela adjacente Igreja de Santo António dos Frades Capuchos, a qual fazia parte de um convento demolido entre os séculos XVIII e XIX e do qual apenas subsiste uma ala. No conjunto está instalado o museu de arte sacra dos Terceiros. Em 1974, o conjunto foi homologado como Imóvel de Interesse Público.